# Nomos (filozofia)
Nomos – pochodzi od greckiego słowa „nemein”, które posiadało dwa znaczenia „dzielić” oraz „wypasać”. Nomos jest to bezpośrednia forma przestrzenna, w której wyraża się polityczno-społeczny porządek danego ludu, pierwszy pomiar i podział pastwisk, oznacza to zajęcie ziemi i konkretny porządek zawierający się zarówno w zajęciu ziemi jak i wypływający z niego.
Charakter Nomosu
Według Kanta stanowi on „zasadę parcelacji gruntów w taki sposób, iżby każdemu przypadł w udziale należny mu obszar”. Prostszymi słowami nomos jest to umiejscowiona miara rozdziału gruntu i powierzchni ziemni w danym porządku i powstająca wraz z nią forma porządku politycznego, społecznego i religijnego. Na nomos składają się trzy najważniejsze czynniki, którymi są miara, porządek i forma, wspólnie stanowią one konkretną jedność przestrzenną.
Nomos przedstawia się w zajęciu lądu, założeniu miasta czy kolonii, dzięki niemu plemię, lud lub grupa zwolenników zaczyna prowadzić osiadły tryb życia otóż umiejscawia się historycznie i zmienia wyznaczony teren w pole siłowe pewnego porządku. Nomos tak samo jak ziemia może się rozrastać oraz rozmnażać.
Istnieje także koncepcja, która określa pojęcie nomos (nomos-basileus) jako króla, władcę, despotę czy tyrana, rozumiane po prostu jako arbitralne prawo silniejszego. Interpretowanie nomosu jako prawo wprowadza zamęt, ponieważ nomos w pierwotnym sensie oznacza całkowitą bezpośredniość mocy prawnej niezapośredniczonej przez akty prawne, jest to konstytuujące wydarzenie historyczne, akt prawomocności, który sprawia, że legalność aktu prawnego zyskuje sens. Nomos przez niektórych filozofów, uznawany był również za mur, ogrodzenie w położeniu przestrzennym, gdzie obejmuje zamieszkanie, oddzielny obszar, miejsce wypasu, ale te same korzenie ma słowo „nemus”, które jako las, gaj, bór może mieć znaczenie kultowe rozumowanie w ten sposób nomos może być zbyt ogólnikowe. Przestrzenny charakter nomosu nie utrzymał się już w starożytnej Grecji.
Nomos jest fundamentalnym procesem rozdziału przestrzeni oznacza to, że wszystkie późniejsze regulacje, spisane lub niespisane, czerpią moc z uprzednio powstałego praaktu rozkładu przestrzennego – tym praaktem jest nomos. Następujące po nim akty to jedynie skutki oraz uzupełnienia, albo nowe rozdziały ziemi, a więc rozszerzenie ustalonej poprzednio podstawy lub rozkładające stary porządek przestrzenny odstępstwo od aktu konstytuującego, czyli zajęcia lądu, założenia miasta czy akty kolonizacji.